# U-Go-Girl
〈U-Go-Girl〉은 대한민국의 가수 이효리의 노래이다. 이효리의 세 번째 정규 앨범 《It's Hyorish》의 3번 수록곡이자 타이틀곡이다. 2008년 7월 12일 공개되었다.

## 배경
〈U-Go-Girl〉의 작사, 작곡, 편곡을 맡은 작곡가 팀 이트라이브는 당시 이름이 알려져 있지 않은 신인이었다. 그러다가 이효리 소속사 사장님과 아는 사이라면서 곡을 전해왔다. 하지만 이효리는 카리스마 있는 곡을 타이틀곡으로 할려 해 수록하지 않을 예정이었지만, 밝고 가볍게 가야겠다고 생각이 바뀌어 다시 듣게 되었다. 이후 안무가와 프로듀서가    노래가 좋다고 말했고 바로 녹음을 진행했다.

## 발매
본래 〈U-Go-Girl〉은 2008년 7월 14일 음원으로 공개하려 했으나, 앞서 12일 타이틀곡을 포함한 5곡이 유출되면서 7월 12일 엠넷닷컴을 통해 공개되었다.

## 뮤직비디오
뮤직비디오의 감독은 차은택이 맡았다. 촬영은 2008년 7월 7일 남양주의 한 세트장에서 이루어졌으며, 이전과 달리 언론에 단 한 개의 현장도 공개하지 않았다. 관계자는 컨셉에 대해 "여름 분위기에 맞는 노래와 영상이 될 것이다. 무엇보다 섹시하고 스타일리시한 면이 많이 부각될 것"이라고 전했다. 뮤직비디오는 화려한 색채감, 플래시 컷 위주의 편집 기법에 중점을 두고 제작했으며, 풍부한 영상미를 위해 35mm필름으로 제작했다.

## 크레딧
- 작사, 작곡, 편곡 - 이트라이브
- 코러스 - Sugar Flow, Enter-One
- 랩 메이킹 - 낯선
- 레코딩 엔지니어 - 장우영
- 믹싱 엔지니어 - 홍성준